# Agostino Spina
Agostino Spina (n. Castelar, Argentina; 31 de octubre de 2001) es un futbolista argentino, se desempeña como mediocampista y su equipo actual es S. D. Aucas de la Serie A de Ecuador.

## Trayectoria

### Inicios
Huracán
Spina empezó su carrera en el Club Atlético Huracán. Entrenó con el primer equipo de Israel Damonte en varios ocasiones a lo largo de 2020, en un partido amistoso con el Arsenal de Sarandí en octubre. Spina debutó a los diecinueve años el 14 de febrero de 2021 contra Defensa y Justicia en la Copa de la Liga Profesional, con el mediocampista central anotando su primer gol en el proceso en el Estadio Norberto "Tito" Tomaghello.
Regreso a Huracán
En 2023 regresó al club tras su proceso en Unión Magdalena de Colombia, jugó 47 partidos en total y 5 goles en Huracán.

### Unión Magdalena
A finales de junio de 2022, Spina se incorporó a Unión Magdalena de la Categoría Primera A colombiana, no anotó ningún gol y jugó un total de 23 partidos.
Regreso a Unión Magdalena
En marzo de 2024 regresó a Unión Magdalena por condición de préstamo como refuerzo en la Primera B de Colombia.
Con el equipo anotó 2 goles a lo largo del torneo y logró coronarse campeón del segundo semestre del torneo de ascenso, y ascendiendo al club de Santa Marta ganando el Torneo Primera B 2024 de Colombia, para la temporada de 2025 jugar en primera división.

## Estadísticas
Actualizado al último partido jugado el 3 de agosto de 2025.
| Clubes                     | Div.          | Temporadas    | Partidos* | Goles | Asistencias |
| -------------------------- | ------------- | ------------- | --------- | ----- | ----------- |
| Huracán Argentina          | 1.ª           | 2020          | 1         | 0     | 0           |
| Huracán Argentina          | 1.ª           | 2020          | 1         | 0     | 0           |
| Huracán Argentina          | 1.ª           | 2021          | 2         | 1     | 0           |
| Huracán Argentina          | 1.ª           | 2021          | 23        | 1     | 0           |
| Huracán Argentina          | 1.ª           | 2022          | 14        | 3     | 0           |
| Huracán Argentina          | 1.ª           | 2023          | 5         | 0     | 0           |
| Huracán Argentina          | 1.ª           | 2024          | 1         | 0     | 0           |
| Huracán Argentina          | Total club    | Total club    | 47        | 5     | 0           |
| Unión Magdalena · Colombia | 1.ª           | 2022          | 23        | 0     | 0           |
| Unión Magdalena · Colombia | 2.ª           | 2024          | 39        | 2     | 1           |
| Unión Magdalena · Colombia | Total club    | Total club    | 60        | 2     | 1           |
| S. D. Aucas · Ecuador      | 1.ª           | 2025          | 7         | 0     | 0           |
| Total carrera              | Total carrera | Total carrera | 117       | 7     | 1           |

| (*) Incluyen partidos de Primera División, Copa Libertadores, Copas Nacionales, debido a que jugó en Torneos de Reservas o diferentes ligas. |
| |

BeSoccer.com

## Clubes
| Clubes          | País      | Año                 |
| --------------- | --------- | ------------------- |
| Huracán         | Argentina | 2020-2022 2023-2024 |
| Unión Magdalena | Colombia  | 2022, 2024          |
| S. D. Aucas     | Ecuador   | 2025                |

## Palmarés

### Títulos nacionales
| Club            | Competición         | País     | Año  |
| --------------- | ------------------- | -------- | ---- |
| Unión Magdalena | Categoría Primera B | Colombia | 2024 |